# Orazio Solimena
 (mars 2019).
Améliorez-le ou discutez des points à vérifier. 
Orazio Solimena (1690-1789 ou plus ?) est un peintre italien originaire de la région de Naples qui a été actif au XVIIIe siècle.

## Biographie
Orazio est le petit-fils d'Angelo Solimena (1629-1716) et le neveu de Francesco Solimena, l'Abbate Ciccio (1657-1747), une des grandes figures du développement du baroque et du rococo reconnu internationalement comme un des plus fameux artistes de son époque.
En dépit de son succès, Francesco ne souhaitait pas que son fils se consacre comme lui à la peinture et Orazio fit des études de juriste qui lui valurent un titre de docteur en droit dominicain.
Mais la vocation d'Orazio était la peinture et il s'y consacra selon la manière de son père et en copiant ses œuvres majeures. Il fut également inspiré par Gaspare Traversi.
Bien que n'ayant pas eu le succès international de son père, il s'adonna à la peinture jusqu'à la fin de sa vie ; celle-ci ayant été particulièrement longue, tout comme celles de son père Francesco et de son grand-père Angelo, cette triple génération de peintre a ainsi exercé de 1650 à 1789 !
La continuité de ce travail familial est mis en exemple à l'église Sant'Anna de Nocera Inferiore où l'on peut voir un Couronnement de saint Anne (1681) d'Angelo, une Vierge du Rosaire (1728) de Francesco et une Adoration des Mages (1772) d'Orazio dont la composition est inspirée de la peinture sur le même thème de Francesco qui se trouve à l'église Santa Maria Donnalbina à Naples.

## Liste des œuvres
- 1772 Adoration des Mages (Chiesa Sant'Anna, Nocera Inferiore, Campanie)
- Annonciation (Monastero di Santa Chiara, Nocera, Campanie)
- Bataille d'Alexandre et de Darius (Escorial, Madrid)
- Bataille de Muret (Chiesa San Domenico, Barra, Campanie)
- Portrait de dame (Museo Pagliara, Naples)
- Saint Nicolas et saint Antoine (Monasterio di Santa Chiara, Nocera, Campanie)
- Vierge à l'Enfant (Monastero di Santa Chiara, Nocera, Campanie)
- Vierge du Rosaire (Chiesa San Domenico, Barra, Campanie)